# Båstjärnen, Värmland
Båstjärnen är en sjö i Årjängs kommun i Värmland och ingår i Göta älvs huvudavrinningsområde. Sjöns area är 0,01 kvadratkilometer och den är belägen 207 meter över havet.